# 国家連合党
国家連合党（こっかれんごうとう、葡: União Nacional）は、ポルトガルのエスタド・ノヴォ体制下における唯一の合法政党である。
1930年、カルモナ軍事政権の財務大臣で政権の実力者だったアントニオ・サラザールにより結成。公式には政党ではなく、「全ポルトガル国民の統一組織」であるとされた。中央集権的に組織され、政府と密接に連携した国家連合党は、常にサラザールによって監督及び指揮を受けた。野党の政治活動が基本的に封鎖された中、1934年から1973年まで議会の全議席を占め、御用与党として機能した。党首は結成以来サラザールがずっと務めていたが、1970年にサラザールが死ぬとマルセロ・カエターノが党首となり、1972年に国民国家運動（Acção Nacional Popular）と改称した。1974年、カーネーション革命に伴い解散された。